# Стрілянина в Пермському університеті
Масове вбивство у Пермському державному університеті — інцидент з масовою стріляниною, який стався 20 вересня 2021 року у восьмому корпусі геологічного факультету Пермського державного університету в місті Пермі, Пермського краю в Росії. П'ять жінок та один чоловік загинули, двадцять чотири людини отримали поранення.
Стрілянина сталася приблизно через чотири місяці після стрілянини в казанській школі № 175, в результаті якої загинуло дев'ятеро людей. Після цього законний вік для придбання зброї в Росії був збільшений з 18 до 21 року, але закон ще не вступив в дію на момент розстрілу Пермського державного університету.

## Нападник
Стрільцем виявився 18-річний студент Тимур Бекмансуров. На своїй сторінці в одній із соціальних мереж написав, що його напад не є терактом і він не перебуває в будь-яких екстремістських організаціях. Зброю він купив у березні 2021 року і дуже довго на неї збирав. У своїй розповіді він детально описав, як проходив лікарів для отримання ліцензії, щоб спростити роботу слідчим.
Стрілець був поранений під час штурму. Слідчий комітет РФ порушив кримінальну справу про вбивство двох і більше осіб за фактом стрілянини в університеті.
Перед стріляниною підозрюваний опублікував у соціальних мережах своє зображення із рушницею, шоломом та боєприпасами. Він підписав фотографію такою заявою: «Я довго думав про це, минули роки, і я зрозумів, що настав час зробити те, про що я мріяв». У дописі підозрюваний сказав, що його «переповнює ненависть», і пояснив: «Те, що сталося, не було терактом (принаймні з юридичної точки зору). Я не був членом екстремістської організації, я був нерелігійним і аполітичним. Ніхто не знав, що я збираюся робити, я сам виконував усі ці дії».

## Наслідки
Зазначається, що щодо нападника порушено карну справу за частиною 2 статті 105 КК РФ («Вбивство двох і більше осіб»). Розслідування проводиться центральним апаратом СКР.
У зв'язку з інцидентом у Пермському краї, 20 вересня відмінено заняття у всіх школах, технікумах та колледжах краю; навчання у вузах на найближчий час переведено у дистанційний формат.
21 вересня 2021 року в Пермському краї оголошено днем траура.